# Републикански път III-2963
Републикански път IIІ-2963 е третокласен път, част от Републиканската пътна мрежа на България, преминаващ изцяло по територията на Добричка област. Дължината му е 21,2 km.
Пътят се отклонява наляво при 31,6 km на Републикански път III-296 в южната част на село Вранино и се насочва на север по Добруджанското плато. Минава последователно през селата Челопечене, Белгун и Сърнино и в центъра на село Спасово се свързва с Републикански път III-2904 при неговия 17,9 km.
| Пътища, отклоняващи се надясно (населено място, № на пътя, посока на пътя)              | km   | Пътища, отклоняващи се наляво (посока на пътя, № на пътя, населено място) |
| --------------------------------------------------------------------------------------- | ---- | ------------------------------------------------------------------------- |
| Община Каварна III-296, 31,6 km, с. Вранино ← (за с. Иречек) общински път, с. Вранино ← | 0,0  | ← с. Вранино, 31,6 km, III-296, Община Каварна .                          |
| с. Челопечене                                                                           | 2,5  | с. Челопечене                                                             |
| (до 14,1 km на I-9) III-2961, 7,6 km, с. Белгун ←                                       | 9,4  | ← с. Белгун, 7,6 km, III-2961 (от с. Конаре)                              |
| Община Генерал Тошево                                                                   | 12,7 | Община Генерал Тошево                                                     |
| с. Сърнино                                                                              | 17,2 | ← с. Сърнино, 37 km, III-9701 (от 9,3 km на II-97)                        |
| (до с. Дуранкулак) III-2904, 17,9 km, с. Спасово ←                                      | 21,2 | ← с. Спасово, 17,9 km, III-2904 (от с. Кардам)                            |